# Michael Jung (rytter)
Michael Jung (født 31. juli 1982) er en tysk rytter, som specialiseret sig i military. Han har deltaget i foreløbig tre olympiske lege og har vundet flere medaljer ved disse.

## Karriere
Michael Jung er søn af Joachim Jung, der tidligere var dressur- og springrytter, og han begyndte at ride som seksårig. I 2009 opnåede han sit første store internationale resultat, da han vandt bronze ved EM i military. Året efter blev han individuel verdensmester i military, fulgt op af EM-guld i 2011. Alle disse resultater opnåede han på hesten La Biothesque-Sam FBW.
Han var derfor blandt de største favoritter, da han repræsenterede Tyskland ved OL 2012 i London. I den individuelle konkurrence blev han på La Biothesque-Sam FBW blot nummer elleve i dressur-delen, men med en sjetteplads i cross-delen rykkede han frem i rækkerne, og med en fejlfri spring-del nåede han 40,60 point, hvilket var nok til guldet foran svenske Sara Algotsson Ostholt (43,30 point) og tyske Sandra Auffarth (44,80 point). Jung var dermed den første i historien, der var indehaver af en treble: VM-, EM- og OL-titlerne på samme tid. Han deltog også i holdkonkurrencen, der normalt blev vundet af enten Tyskland eller Storbritannien, og dette OL var ikke nogen undtagelse: Tyskerne sikrede sig sejren med 133,70 point foran Storbritannien med 138,20 og New Zealand med 144,40 point. Jung bidrog til guldet med blandt andet fejlfri præstationer i cross og spring. De øvrige tyske guldvindere var Sandra Auffarth, Ingrid Klimke, Dirk Schrade og Peter Thomsen.
I årene efter OL 2012 var Jung ret dominerende på den internationale militaryscene og vandt adskillige EM- og VM-medaljer, både individuelt og for hold. Disse resultater opnåede han på forskellige heste, blandt andet Halunke FBW og FischerTakinou. Han var derfor igen favorit ved OL 2016 i Rio de Janeiro, og han levede op til favoritværdigheden ved efter en femteplads i dressur at være bedst i både cross og spring, så han på Sam FBW opnåede 40,9 point, mens franske Astier Nicolas blev toer med 48,0 point og amerikanske Phillip Dutton blev treer med 51,8 point. Jung blev dermed den første rytter, der genvandt OL-guld siden 1988. I holdkonkurrencen, som blev holdt delvist sammen med den individuelle konkurrence, var Tyskland bedst efter dressur, men Julia Krajewskis eliminering i cross-delen betød, at de kun blev nummer fire i denne del, og så var de fire tilbageværende rytteres fejlfri ridning i springkonkurrencen ikke nok til mere end 172,8 point og sølv efter Frankrig med 169,0 point, mens Australien med 175,3 point fik bronze. Ud over Krajewski bestod det tyske hold af Auffarth, Klimke og Jung.
Jung var også med ved OL 2020 (afholdt i 2021) i Tokyo, men her måtte han tage til takke med placeringer uden for medaljerne, idet han blev nummer otte individuelt og nummer fire i holdkonkurrencen.
Ud over mesterskaberne og OL har Jung også klaret sig godt i de såkaldte CCI 5*-konkurrencer, hvor han første gang i 2009 vandt i Luhmühlen og senere blandt andet vandt tre år i træk i Lexington, Kentucky. Han har blandt andet som den blot anden i historien vundet den såkaldt Grand Slam, der består af de tre CCI 5*-konkurrencer i Lexington, Badminton og Burghley inden for et år (2015-2016), og han har i alt syv CCI 5*-sejre samt seks sølvmedaljer og fire bronzemedaljer fra disse konkurrencer.

## Galleri
- Michael Jung på Fischer Daily Impressed, CSIYH* Wiesbaden 2015
- Internationales Pfingstturnier, Wiesbaden 2014